# تاکاهیرو اوراشیما
تاکاهیرو اوراشیما (انگلیسی: Takahiro Urashima؛ زادهٔ ۱۲ مهٔ ۱۹۸۸) بازیکن فوتبال اهل ژاپن است.